# 吉田正樹 (医学者)
吉田 正樹（よしだ まさき）は、日本の医師、医学者。学位は博士。東京慈恵会医科大学教授。
東京慈恵会医科大学准教授などを歴任した。

## 来歴

### 生い立ち
東京慈恵会医科大学に進学し、医学部にて学んだ。1985年（昭和60年）3月、東京慈恵会医科大学を卒業した。東京慈恵会医科大学附属病院の研修医を経て、1987年（昭和62年）5月、東京慈恵会医科大学にて医学部の第二内科学教室に入局した。のち、博士の学位を取得した。

### 医学者として
2003年（平成15年）7月、東京慈恵医科大学にて医学部の講師に就任した。医学部においては、主として内科学講座を受け持った。2013年（平成25年）4月、東京慈恵会医科大学の医学部にて准教授に昇任した。医学部においては、主として感染制御科を担当した。2017年（平成29年）8月、東京慈恵会医科大学の医学部にて教授に昇任した。医学部においては、引き続き感染制御科を担当した。2019年より一般社団法人日本環境感染学会理事長に就任した。